# Asellus latifrons
Asellus (Arctasellus) latifrons là một loài chân đều trong họ Asellidae. Loài này được Birstein miêu tả khoa học năm 1947.